# Callopistria cariei
Callopistria cariei là một loài bướm đêm trong họ Noctuidae.